# قدرة إيقاف ذرية

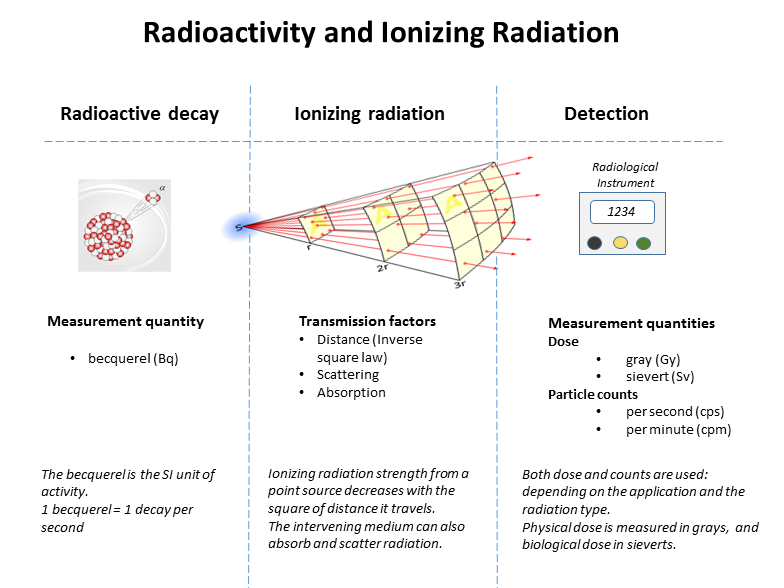

قدرة إيقاف ذرية (بالإنجليزي: Atomic stopping power) هي مقدار طاقة التي يفقدها جسيم عند انتقاله في مادة ما، وحدة قياسها هي ميجا إلكترون فولت . سم 2.
غالبا مايكون هذا الجسيم جسيم أيوني ثقيل مثل جسيمات ألفا alpha particle .